# Ivan Francl
Ivan Francl, slovenski operni pevec, tenorist in baritonist,  * 10. maj 1907, Ljubljana, † 26. januar 1987, Zagreb.
Petje je študital na Glasbeni akademiji v Zagrebu in leta 1933 prvič javno nastopil v ljublkanski Operi kot Cavaradossi v operi Tosca Giacoma Puccinija. V Ljubljani je nastopal do sezone 1941/1942. Bil je med najbolj priljubljenimi pevci; njegove najboljše vloge  so bile še Don José (Georges Bizet, Carmen), Janko (Bedřich Smetana, Prodana nevesta), Mica (Jakov Gotovac, Ero z onega sveta) in Radames (Giuseppe Verdi, Aida). Po operaciji na grlu leta 1945 je začel nastopati kot dramatični baritonist v Zagrebu. Kasneje je večkrat gostoval v Ljubljani. Ivan Francl je bil igralsko prepričljiv igralec in pevec z glasom velikega obsega.
Bil je brat tenorista Rudolfa Francla.